# بخش ولر (شهرستان ریچلند، اوهایو)
بخش ولر (به انگلیسی: Weller Township) یک منطقهٔ مسکونی در ایالات متحده آمریکا است که در شهرستان ریچلند، اوهایو واقع شده‌است.
 بخش ولر ۶۳٫۹ کیلومتر مربع مساحت و ۱٬۷۳۶ نفر جمعیت دارد و ۳۱۶ متر بالاتر از سطح دریا واقع شده‌است.